# Lacustrinellidae
Lacustrinellidae es una familia de foraminíferos bentónicos de la superfamilia Psammosphaeroidea, del suborden Saccamminina y del orden Astrorhizida. Su rango cronoestratigráfico abarca desde el Silúrico medio hasta la Actualidad.

## Discusión
Clasificaciones previas incluían Lacustrinellidae en la superfamilia Hormosinoidea, así como en el suborden Textulariina del Orden Textulariida, o bien en el Orden Lituolida.

## Clasificación
Lacustrinellidae incluye a los siguientes géneros:
- Aggerostramen
- Ammopemphix
- Lacustrinella
- Patellammina †
- Sorostomasphaera †
- Webbinelloidea †

Otros géneros considerados en Lacustrinellidae son:
- Apsiphora †, considerado subgénero de Webbinelloidea, Webbinelloidea (Apsiphora)
- Sorosphaeroidea †, aceptado como Webbinelloidea
- Urnula †, aceptado como Ammopemphix